# Martin Müller
Martin Müller (Forst, Brandenburg, 5 d'abril de 1974) va ser un ciclista alemany, professional des del 1997 fins al 2009.

## Palmarès
- 1992
  -  Campió d'Alemanya júnior en ruta
- 1994
  - 1r a la Rund um Berlin
- 1996
  - 1r a la Rund um Sebnitz
- 1997
  - Vencedor d'una etapa del Cinturó a Mallorca
- 1997
  - Vencedor d'una etapa de la Volta a Renània-Palatinat
- 1999
  - Vencedor d'una etapa del Bałtyk-Karkonosze Tour
- 2000
  - Vencedor d'una etapa de la Volta a la Baixa Saxònia

### Resultats a la Volta a Espanya
- 2007. 115è de la classificació general

### Resultats al Tour de França
- 2008. 105è de la classificació general

### Resultats al Giro d'Itàlia
- 2007. 130è de la classificació general
- 2009. 161è de la classificació general